# Џеј-Ди Венс
Џејмс Дејвид Венс (енгл. James David Vance; Мидлтаун, 2. август 1984) амерички је политичар, адвокат, књижевник и морнарички ветеран. Од 2025. обавља функцију 50. потпредседника САД. Између 2023. и 2025. представљао је Охајо у Сенату САД. Члан је Републиканске странке.
Издао је књигу Горштачка елегија, која је касније и екранизована. Окарактерисан је као национални конзервативац, а себе је назвао припадником постлибералне деснице. Противи се контроли над оружјем, абортусу, истополним браковима и америчкој војној помоћи Украјини. Отворени је критичар бездетности. Навео је хришћанску теологију као узор за своје друштвено-политичке позиције.

## Биографија
Рођен је у Мидлтауну. Служио је у Маринском корпусу САД, по чину каплар, пре него што је студирао политичке науке и филозофију на Државном универзитету Охаја и стекао звање доктора права на Универзитету Јејл.
Истакао се својим мемоарима из 2016. године, Горштачка елегија (енгл. Hillbilly Elegy), који описује његово одрастање у Мидлтауну и апалачке вредности његове породице. Постао је бестселер Њујорк тајмса и привукао је значајну пажњу штампе током председничких избора у Сједињеним Државама 2016.
Првобитно, Венс је био Трампов критичар и 2016. је написао критички чланак у Атлантику против њега, али је касније дошао да га подржи.
Венс је покренуо своју прву политичку кампању за место у Сенату Охаја 2021. и добио је републиканску номинацију након што га је Трамп подржао. Он је на општим изборима победио демократског кандидата Тима Рајана.

## Председнички избори 2024.

### Потпредседничка кампања
Дана 31. јануара 2023, Венс је подржао бившег председника Доналда Трампа на председничким примарним изборима Републиканске странке. Дана 15. јула 2024, првог дана Републиканске националне конвенције, Трамп је на Truth Social објавио да је изабрао Венса за свог потпредседника. Дана 17. јула, трећег дана конвенције, Венс је прихватио номинацију да буде Трампов потпредседник.
Два најстарија Трампова сина, Доналд Трамп Млађи и Ерик Трамп, залагали су се да њихов отац изабере Венса. Наводи се да је неколико медијских и индустријских личности лобирало да Венс буде на председничкој тикети, укључујући Илона Маска, Дејвида О. Сакса, Такера Карлсона и Питера Тила, који је први пут упознао Трампа са Венсом 2021. Херитиџ фондација, која је израдила Пројекат 2025, приватно се залагала да Венс буде Трампов потпредседнички избор. Маск је одговорио на Трампов избор за потпредсједника неколико сати након његовог објављивања, рекавши да тикета "звучи победом". Дејвид Сакс, истакнути донатор ГОП-а и ризични капиталиста из Силицијумске долине, написао је на Твитеру: „Ово је оно што желим поред Трампа: амерички патриота. Сакс је 2022. дао супер ПАК- у који подржава Венсову кампању у Сенату 900.000 долара, а Питер Тил је додао 15 милиона долара. Првобитно је објављено да ће Илон Маск дати 45 милиона долара месечно за кампању Трамп-Венс, али је Маск касније рекао да планира да донира „много мање износе“.
Трамп је 15. маја 2024. присуствовао приватној вечери прикупљања средстава од 50.000 долара по глави са Венсом у Синсинатију. Међу гостима су били Крис Борц и републикански прикупљачк средстава Нејт Морис. Венс се појављивао на значајним конзервативним политичким догађајима, а у јуну је описан као потенцијални Трампов потпредседник. У јулу, бивши Венсов пријатељ са Правног факултета Јејла изложио је медијима комуникацију између њих и Венса од 2014. до 2017. године, тврдећи да је Венс „променио [своје] мишљење о буквално сваком замисливом питању које погађа свакодневне Американце” у потрази за „политичком моћи и богатством”.
Крајем јула 2024, након што је председник Џо Бајден повукао своју кандидатуру за реизбор и потпредседница Камала Харис постала председнички кандидат, Венс је на приватној акцији прикупљања средстава рекао да је „лоша вест да Камала Харис нема исти пртљаг као Џо Бајден... Камала Харис се очигледно није борила на исти начин као Џо Бајден“; Дан касније, Венс је медијима рекао: „Мислим да се политичка рачуница уопште не мења“ било да јеХарис или Бајден демократски кандидат. После критика његових претходних примедби и политичких ставова, Венс је у интервјуу у августу 2024. рекао да потпредседник „није баш битан“ и да је „Камала Харис била лоша потпредседница“. То је уследило након што је Трамп рекао да „потпредседник, у смислу избора, нема никакав утицај“. Крајем августа, након што је Трампова кампања била уплетена у контроверзу због наводног уношења камера у забрањену зону Арлингтонског националног гробља током Трампове посете тамо, Венс је прво рекао да Харис „може да иде дођавола“ јер „жели да виче на Доналда Трампа јер се појавио“, а затим је рекао „Немојте да радите ову лажну ствар“. У време његових коментара, Харис није јавно разговарала о инциденту.
У августу 2024, Венс је рекао да је Трамп „изричито рекао да ће“ ставити вето на националну забрану абортуса. У септембру 2024, током његове дебате са Харисом, Трамп је упитан о Венсовој изјави о вету, и одговорио је: „Нисам о томе разговарао са Џеј Дијем... Мислим да је говорио у моје име — али заиста нисам“.
Крајем септембра 2024, Венс је говорио на скупу у градској већници у западној Пенсилванији који је организовао Ленс Волнау, који је промовисао порицање избора и назвао Камалу Харис „демоном“. У октобру 2024. Венс је рекао да не верује да је Трамп изгубио председничке изборе 2020. и да верује да је „Велика технологија намештала изборе“ цензуром.

### Коментари о бездетству
Убрзо након што је именован за Трамповог потпредседника, Венс је критикован јер је у интервјуу за  Fox News 2021. рекао: „у овој земљи ефективно управљају демократе, преко наших корпоративних олигарха, гомила мачјих дама без деце које су јадне због сопствених живота и избора које желе да донесу и јадну земљу. Поновни коментари, које је поставио главни уредник MeidasTouch -а Рон Филипковски, изазвали су непосредну реакцију широм вести и друштвених медија. Венс је 26. јула 2024. разјаснио своје коментаре у емисији Мегин Кели, рекавши: „То није критика људи који немају децу“ и „ово се ради о критиковању Демократске странке јер је постала анти-породица и антидеца“. Он је рекао да би „за бебе и за породицу“ требало да буде највиши приоритет Републиканске странке.
Након реакције на интервју Fox News-а, појавили су се додатни коментари које је Венс дао у интервјуима о људима без деце. У интервјуу за подкаст из 2020, рекао је да то што нема деце „чини људе социопатским и на крају целу нашу земљу мало мање, мање ментално стабилном“. Венсова кампања помиње "радикалне лидере без деце у овој земљи" у мејлу за прикупљање средстава који је послат након његовог појављивања у емисији Такер Карлсон увече. CNN је пронашао више примера да Венс износи сличне омаловажавајуће опаске о људима без деце, првенствено демократским званичницима. У говору 2021. на састанку руководства Центра за хришћанску врлину, Венс је рекао да наставници без деце „покушавају да испрају умове наше деце“ и критиковао председника Америчке федерације наставника Ренди Вајнгартена, рекавши: „Ако жели да опере мозак и уништи умове деце, требало би да има своје и да остави наше на миру“. Такође је предложио у интервјуу из марта 2021. у емисији Чарлија Кирка да би људи без деце требало да буду опорезовани по вишој стопи од оних са децом, додајући да би САД требало да „награде ствари за које мислимо да су добре” и „кажњавају ствари за које мислимо да су лоше”. У интервјуу за Face The Nation у августу 2024. године, Венс је рекао да подржава повећање пореског кредита за децу са 2.000 долара по детету на 5.000 долара по детету, иако су његове републиканске колеге у Сенату блокирале проширени порески кредит за децу две недеље раније док је био одсутан на гласању, назвавши то „гласањем за приказивање” и рекавши да не би прошао чак и да је био присутан.

### Коментари на хаићанске имигранте
У септембру 2024, Венс је изнео наводе о „хаићанским илегалним имигрантима који исцрпљују социјалне услуге и генерално изазивају хаос широм Спрингфилда, Охајо. Извештаји сада показују да су љубимци отети и поједени љубимце од стране људи који не би требало да буду у овој земљи“. Трамп је касније поновио ове оптужбе, укључујући и током председничке дебате. Власти Спрингфилда саопштиле су да нема „нема веродостојних извештаја или конкретних тврдњи“ о таквим инцидентима и да су „хаићански имигранти овде легално“. Венс је тада рекао да је "могуће, наравно, да се све ове гласине испостави да су лажне", али је и поручио својим присталицама да "одрже мачји мим". Затим је промовисао тврдње конзервативног активисте Кристофера Руфа да су афрички мигранти јели мачке у Дејтону, Охајо; Дејтонске власти су саопштиле да „нема доказа који би чак и изблиза сугерисали да се било која група, укључујући нашу имигрантску заједницу, бави јелом кућних љубимаца“.
Након што је Венсова тврдња о томе да Хаићани једу кућне љубимце оспорена, рекао је: "Знате ли шта је потврђено? Да је дете убијено од стране хаићанског мигранта који није имао право да буде овде"; дете је заправо умрло у случајном судару возила у Спрингфилду, а отац детета је критиковао Венса да је користио дететову "смрт за политичку корист". Венс је такође навео "масовни пораст заразних болести" у Спрингфилду, али је комесар за здравство округа Кларк известио да "није приметио значајан пораст свих заразних болести о којима се може пријавити". После Венсових и Трампових навода, Спрингфилд је у септембру доживео вишеструке претње бомбом. Венс је осудио "насиље или претњу насиљем против Спрингфилда", али је наставио са својим наводима против тамошњих имиграната. Он је бранио своје тврдње о хаићанским мигрантима који једу мачке, рекавши да је вољан „да ствара приче тако да амерички медији заправо обрате пажњу... ми стварамо причу, што значи да стварамо америчке медије који се фокусирају на њу“.

### Истраживања јавног мњења
У јулу 2024, анализа CNN-ове анкете након Републиканске националне конвенције показала је нето негативан рејтинг за Венса. Те недеље, Венсов средњи пријем у јавности и друге забринутости навеле су неке истакнуте републиканске политичаре и политичке аналитичаре да кажу да је он можда био лош избор за кандидата, посебно у светлу промене у динамици избора након повлачења председника Бајдена са избора и доласка Камале Харис као демократског кандидата.
Након потпредседничке дебате у октобру 2024, CBS News/YouGov анкета од 1.630 вероватних гледалаца дебате открила је да је Венсова наклоност порасла са 40% на 49%, док је Волзова порасла са 52% на 60%. Оцене неповољности оба кандидата су такође опали, при чему је Венсова пала са 54% на 47%, а Волзова са 41% на 35%. Анкета је имала маргину грешке од 2,7 поена. Закључно са 20. фебруаром 2025. године, према FiveThirtyEight, Венсова укупна наклоност била је 40,7%, а његова неповољност 42,5%.

## Потпредседник САД (2025 – данас)
У подне 20. јануара 2025. године, Венс је постао 50. потпредседник Сједињених Држава и положио заклетву пред судијом Брета Каваноа. Пре инаугурације, он је одржао састанак са кинеским потпредседником Ханом Џенгом на којем су разговарали о односима Кине и Сједињених Држава. Венс је трећа најмлађа особа која је служила као потпредседник, други католички потпредседник после Џоа Бајдена и први из генерације миленијума. Он је такође први ветеран маринаца који је служио као потпредседник.
Међу првим Венсовим актима на месту потпредседника била је заклетва државног секретара Марка Рубија, првог од кандидата Трамповог кабинета које је Конгрес одобрио 21. јануара  Он је 24. јануара дао одлучујући глас за потврђивање Пита Хегсета за секретара одбране. У фебруару 2025, након што је више савезних судија издало привремене пресуде против различитих акција Трампове администрације, Венс је написао: „судијама није дозвољено да контролишу легитимну моћ извршне власти“.
По први пут за актуелног потпредседника САД, у марту 2025. Венс је посетио Гренланд, где је рекао „Не можемо само да игноришемо председникове жеље“ да САД преузму Гренланд. Он је такође упозорио да се Гренланд суочио са „надирањем моћних земаља” Кине и Русије „док шире своје амбиције”, док је у „поруци Данској ” изјавио да „нису урадили добар посао”. Венс је критиковао Данску због тога што је „недовољно инвестирала у безбедносну архитектуру“ и „људе Гренланда“. Следећег месеца, Венс се жалио да је „глобалистичка економија“ довела до тога да Сједињене Државе „позајме новац од кинеских сељака за куповину ствари које ти кинески сељаци производе“.

### Минхенска безбедносна конференција
У свом говору у фебруару 2025. на Минхенској безбедносној конференцији (MSC), делимично због, како је рекао, примера у Румунији, Енглеској, Шкотској и Немачкој, Венс је назвао „претњу изнутра“ својом највећом забринутошћу у погледу безбедности Европе, „не Русију, не Кину“.
Неколико медија сматрало је овај говор прекретницом у односима Европске уније и Сједињених Држава, заједно са телефонским разговором председника Трампа са председником Русије Владимиром Путином. Неки су то назвали објавом „идеолошког рата“ и „ културног рата “ против европских савезника Сједињених Држава, и „лоптом која уништава“ деценијама дуг статус кво трансатлантских односа.

### Посета Белој кући Зеленског
Венс и Трамп су се 28. фебруара 2025. састали са украјинским председником Володимиром Зеленским у Овалној соби Беле куће пред новинарима на међународном догађају. Венс је углавном био тих првих 40 минута састанка, али се онда убацио да одговори на питање о Трамповом односу са руским председником Владимиром Путином. Венс је рекао Зеленском: „Пут до мира и пут ка просперитету је можда бављење дипломатијом... Оно што Америку чини добром земљом је што се Америка бави дипломатијом. То је оно што председник Трамп ради. Зеленски је одговорио да Путин није поштовао споразум о прекиду ватре и размени затвореника са Украјином и упитао Венса: „О каквој дипломатији, Џеј Ди, говориш?
Разговор је постао непријатељски; Венс је одговорио да је разговарао о „дипломатији која ће окончати уништење” Украјине, рекавши Зелекнском: „Непоштовање је што сте дошли у Овални кабинет и покушали да то парирате пред америчким медијима. Управо сада, ви момци покушавате да терате регруте на прве линије фронта јер имате проблема са људством. Требало би да се захвалите председнику што покушава да заврши конфликт. Зеленски је питао да ли је Венс икада посетио Украјину; Венс је одговорио да је „гледао видео приче“ о Украјини, оптужујући Зеленског да спроводи „пропагандну турнеју“ по Украјини. Он је упитао да ли се Зеленски икада захвалио, упркос томе што је Зеленски започео разговор рекавши „Пуно хвала“ Трампу. Венс је лажно рекао да је Зеленски „отишао у Пенсилванију и водио кампању за опозицију у октобру“ 2024; Зеленски је заправо посетио фабрику да се захвали радницима који производе муницију за Украјину, иако је време посете и одвојено називање Венса „превише радикалним“ изазвало сумњу међу републиканцима. После састанка, Зеленски и његова делегација су натерани да напусте Белу кућу, отказујући првобитни план за потписивање споразума о минералима између Украјине и САД 

## Дела
- Vance, J. D. (2016). Hillbilly Elegy: A Memoir of a Family and Culture in Crisis. New York: Harper. ISBN 978-0-06-230054-6. LCCN 2016304613. OCLC 952097610.
- Vance, J. D. (24. 9. 2024). Foreword. Dawn's Early Light: Taking Back Washington to Save America. Од стране Roberts, Kevin. Broadside Books. ISBN 978-0-06-335350-3.[81]